# رابرت رت
رابرت رت (به انگلیسی: Robert Barnwell Rhett) سناتور سابق عضو حزب دموکرات ایالات متحده آمریکا بود. وی در سال ۱۸۵۰ تا ۱۸۵۲ میلادی سناتور ایالت کارولینای جنوبی در سنای ایالات متحده آمریکا بود.